# Fabriciana parvavirescens
Fabriciana parvavirescens är en fjärilsart som beskrevs av Ruggero Verity 1929. Fabriciana parvavirescens ingår i släktet Fabriciana och familjen praktfjärilar. Inga underarter finns listade i Catalogue of Life.